# Karl Otto Pöhl

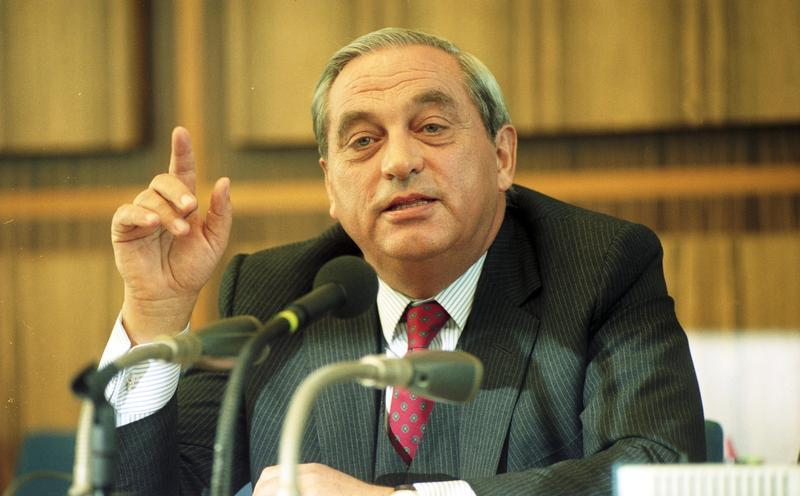
Karl Otto Pöhl in 1990

Karl Otto Pöhl (Hannover, 1 december 1929 – Zwitserland, 9 december 2014) was een Duits staatssecretaris van Financiën en centraal bankier. Tijdens het uiteenvallen van het systeem van Bretton Woods was hij staatssecretaris van Financiën. Van 1980 tot 1991 was hij president van de Bundesbank en voorzitter van de centrale bankraad van de Bundesbank. 
Tijdens zijn studie aan de Georg-August-universiteit in Göttingen had hij in de jaren vijfig een bijbaan als sportverslaggever in Göttingen en omgeving. In 1957 promoveerde hij in de algemene economie aan de Georg-August-universiteit in Göttingen. Daarna werd hij eerst onderzoeker en later afdelingshoofd van de afdeling publicaties van het Ifo Instituut voor Economisch Onderzoek in München. In de jaren 1960 werkte hij als economisch journalist in Bonn voor Die Zeit en andere tijdschriften. In de periode 1969-70 werkte hij voor de Duitse associatie van Banken.  
Zijn werkkring veranderde toen de Sociaaldemocratische Partij van Duitsland (SPD) in 1969 de nationale verkiezingen won. Pöhl was op economisch gebied een adviseur van Willy Brandt. Vanaf 1970 was hij werkzaam voor de federale regering. Tijdens de jaren zeventig en tachtig van de twintigste eeuw was Pöhl in verschillende functies een van de drijvende krachten  achter de Duitse inspanningen om de ongebreidelde inflatie in Europa onder controle te krijgen en achter het streven om een raamwerk in het leven te roepen voor een brede monetaire samenwerking tussen de geïndustrialiseerde landen. Hij wordt wel aangeduid als een van de vaders van de euro.
Hij werkte achtereenvolgens bij de ministeries van Economische Zaken en Financiën. Van 1972 tot 1977 was hij onder Bundesfinanzministern Helmut Schmidt en Hans Apel van 1972 tot 1977 staatssecretaris van Financiën. Dit was met het uiteenvallen van het systeem van Bretton Woods een explosieve tijd in de internationale monetaire politiek. Vanaf 1977 werd hij op voorspraak van Helmut Schmidt tot vicepresident van de Bundesbank benoemd. In 1980 werd hij daar als opvolger van Otmar Emminger president van de Bundesbank. 
In de jaren tachtig was als president van de Bundesbank een van de belangrijke spelers bij de totstandkoming van het Plaza-akkoord (New York, 1985) en het Louvre-akkoord (Parijs, 1987). Deze akkoorden waren bedoeld om de volatiele valutamarkten te stabiliseren. 
Op Europees niveau speelde hij in 1988 een belangrijke rol bij de plannen van EMU. Hij presenteerde een blauwdruk voor een toekomstige Europese Centrale Bank (ECB) die zo veel mogelijk op dezelfde leest schoeien als de Bundesbank met een streng mandaat om de inflatie onder controle te houden. Ook was hij een van grote voorstanders van bindende regels om het tekort op de nationale begroting als percentage van het bruto nationaal product wettelijk aan banden te leggen. Dit leidde tot een ruim twintig jaar durende en nog steeds voortgaande discussie over de 3%'s norm. Hoewel de Britten van mening waren dat hij bij de eindonderhandelingen over het rapport van de commissie-Delors op een aantal punten te gemakkelijk aan Delors had toegegeven, kreeg hij met betrekking tot de EMU (in ieder geval op papier) min of meer wat hij wilde.  
Halverwege zijn tweede termijn van acht jaar, trad hij in 1991 om persoonlijke redenen af. Als reden werd een groot verschil van inzicht met kanselier Helmut Kohl vermoed. De ruzie zou zijn gegaan over de manier van aanpak bij de economische hereniging en men vermoedt in het bijzonder over de bepaling van de wisselkoers en de invoering van de D-mark in de DDR. In 2004 gaf Pöhl in een interview in Der Welt aan dat hij aan de ene kant begrip had voor de politieke noodzaak van de door Kohl genomen beslissing over het 1-op-1 inwisselen van Oost-Duitse tegen West-Duitse marken, maar dat hij ervan overtuigd was dat het Oosten van Duitsland op de lange termijn economisch beter af was geweest als de Duitse hereniging tegen een andere wisselkoers tot stand was gekomen. Zijn opvolger bij de Bundesbank werd zijn langjarige plaatsvervanger Helmut Schlesinger. 
Na zijn afscheid bij de Bundesbank was Pöhl partner in Sal. Oppenheim Jr. & Cie., een Duitse private investeringsbank en was hij lid van de Raad van Advies van de Carlyle Group. Sinds 1992 was hij ook lid van het invloedrijke in Washington gevestigde financiële adviesorgaan, de groep van Dertig. Hij zat in de adviesraden van onder andere Koninklijke Olie, Gulfstream, VW, Unilever en Rolls-Royce.
Poehl was sinds 1948 lid van de Sociaaldemocratische Partij van Duitsland (SPD). In 2006 zei Pohl in een interview in Business Week dat hij een jaar eerder zijn lidmaatschap van de SPD had opgezegd.  Als reden gaf hij op dat de partij de afgelopen decennia, vooral op economisch gebied te veel een linkse koers had aangehouden. De SPD had volgens Pöhl: "alles vergeten, wat zij in de jaren vijftig en zeventig naar voren bracht". In het bijzonder nam hij afstand van de posities die werden ingenomen door Andrea Nahles en Kurt Beck.
Karl Otto Pöhl was in 1974 (voor de tweede keer) getrouwd met Ulrike Pesch. Hij had 4 kinderen en woonde in Zürich. Hij overleed eind 2014 op 85-jarige leeftijd.

## Onderscheidingen en eredoctoraten
Karl Otto Pöhl kreeg de onderstaande onderscheidingen en eredoctoraten:
- 1985: Grote Zilveren Ereteken van Verdienste um voor de Republiek Oostenrijk
- 1987: Karl-Bräuer-prijs van de "Bund der Steuerzahler" (bond van belastingbetalers)
- 1988: Grootkruis van de Orde van Verdienste van de Italiaanse republiek
- 1990: Hessische Orde van Verdienste
- 1990: Krawattenmann des Jahres (stropdasdrager van het Jaar).
- 1990: Commandeur van de Orde van de Poolster (Zweden)
- 1991: Grootkruis van de Verdienstordens des Großherzogtums Luxemburg
- 1991: Grootkruis van de Orde van Verdienste van de Bondsrepubliek Duitsland
- 1991: Prijs van de Ludwig-Erhard-stichting voor publicaties over de economie
- 1992: Commandeur van het Franse Legioen van Eer
- 1992: Grootkruis van de orde van Oranje-Nassau van het Koninkrijk der Nederlanden.

Pöhl kreeg eredoctoraten van de volgende universiteiten uitgereikt:
- 1984: Georgetown University
- 1985: Ruhr-Universiteit Bochum
- 1987: Universiteit van Maryland
- 1992: Universiteit van Buckingham
- 1992: Universiteit van Londen
- 2000: Johann Wolfgang Goethe-universiteit van Frankfurt am Main

## Voetnoten
1. ↑  Karl Otto Pöhl ist überzeugt: "Der Kurs beim Umtausch oorlog verhängnisvoll '. in: Welt am Sonntag van 29 augustus 2004.
2. ↑   Klaus Methfessel, Ex-Bundesbank chef Karl Otto Poehl in een interview: "In Europa werden wir bald wieder Nummer eins", in: Business Week, 23 september 2006
3. ↑  overlijdensbericht in Der Spiegel, 10 december 2014
4. ↑  Artikel Pöhl, Karl Otto. In: Munzinger Online/Personen - Internationales Biographisches Archiv, 21/1998 per 11 mei 1998. Uitgebreid met berichten uit het MA-Journal tot KW 39/2006.

- Bibsys: 90561640
- CiNii: DA0643784X
- Gemeinsame Normdatei: 107017385
- International Standard Name Identifier: 0000 0000 8379 9831
- Library of Congress Control Number: n82101823
- Nationale Bibliotheek van Israël: 987007280766505171
- Nationale en Universitaire bibliotheek Zagreb: 000450412
- Nederlandse Thesaurus van Auteursnamen: 071584412
- Réseau des bibliothèques de Suisse occidentale: 02-A003717920
- Système universitaire de documentation: 153929782
- Virtual International Authority File: 47270393
- WorldCat: E39PBJw94ppDPxwWXJYjjGKKh3